# Чулымцы
Чулы́мцы (самоназвание: чулым, татар, татарлар; устаревшие названия: томские карагасы, чулымские люди, чулымские татары, чулымские тюрки, чулымские хакасы, мелесские татары) — тюркский народ, один из коренных малочисленных народов Севера, Сибири и Дальнего Востока Российской Федерации. В 2002 году численность чулымцев в России составляла 656 человек, в 2010 году — 355 человек, в 2021 году — 382 человека. Входит в Единый перечень коренных малочисленных народов Российской Федерации.
Говорят на чулымском языке. Были крещены в православие, сохраняются некоторые традиции шаманизма. Основное занятие — земледелие и разведение крупного рогатого скота.

## Расселение и численность

Расселение чулымцев в СФО по городским и сельским поселениям в %, перепись 2010 г.

Чулымцы проживают в бассейне реки Чулым (приток Оби, от названия которого происходит и название этноса) — в её среднем и нижнем течении, а также вдоль притоков Чулыма: рек Яя и Кия. В 1980 году, по оценке, чулымцы насчитывали около 750 человек.
Бо́льшая часть чулымцев живёт сейчас в Тегульдетском районе Томской области и в Тюхтетском районе Красноярского края, в основном в деревне Пасечное и селе Чиндат.
Численность чулымцев в населённых пунктах (2002 г.)
- Томская область:
  - село Тегульдет 250
- Красноярский край:
  - деревня Пасечное 115

## Язык
По классификации Н. А. Баскакова (1960), чулымский язык принадлежит к хакасской подгруппе уйгуро-огузской группы восточнохуннской ветви тюркских языков и включает нижнечулымский (Асиновский и Зырянский районы на юго-востоке Томской области) и среднечулымский (выше по течению Чулыма) диалекты. По новой классификации нижнечулымское наречие относится к северноалтайской группе западнотюркской ветви языков, а среднечулымское наречие — к хакасской группе восточнотюркской ветви языков.
В начале XXI века нижнечулымское наречие уже исчезло. Среднечулымское наречие распространено вверх по течению Чулыма от деревни Перевоз Зырянского района — на крайнем востоке Томской области (Тегульдетский район) и в прилегающих районах Красноярского края. В составе диалекта выделяют два говора — тутальский (село Тегульдет) и мелетский (деревня Пасечное Тюхтетского района Красноярского края).
Чулымский язык — бесписьменный, функционирует только в сфере бытового общения и в школах никогда не преподавался. В 2006 году житель деревни Пасечное А. Ф. Кондияков при поддержке томской лингвистки В. М. Лемской организовал кружок по изучению чулымского языка (действовал недолго); совместными усилиями были подготовлен букварь и глоссарий.
По переписи 2002 года среди чулымцев двух регионов проживания (Томская область и Красноярский край — из 643 чел.) владели чулымским языком 17,6 % (113 чел.), русским — 100 %. В целом по России в 2002 году насчитывалось 270 человек, владеющих чулымским языком.
В 2010 году родным языком, по данным переписи, владели 44 чулымца. Впрочем, лингвисты утверждают, что лишь около дюжины чулымцев способно говорить на родном языке (ещё около трёх десятков понимают чулымскую речь, но сами по-чулымски не говорят).

## История

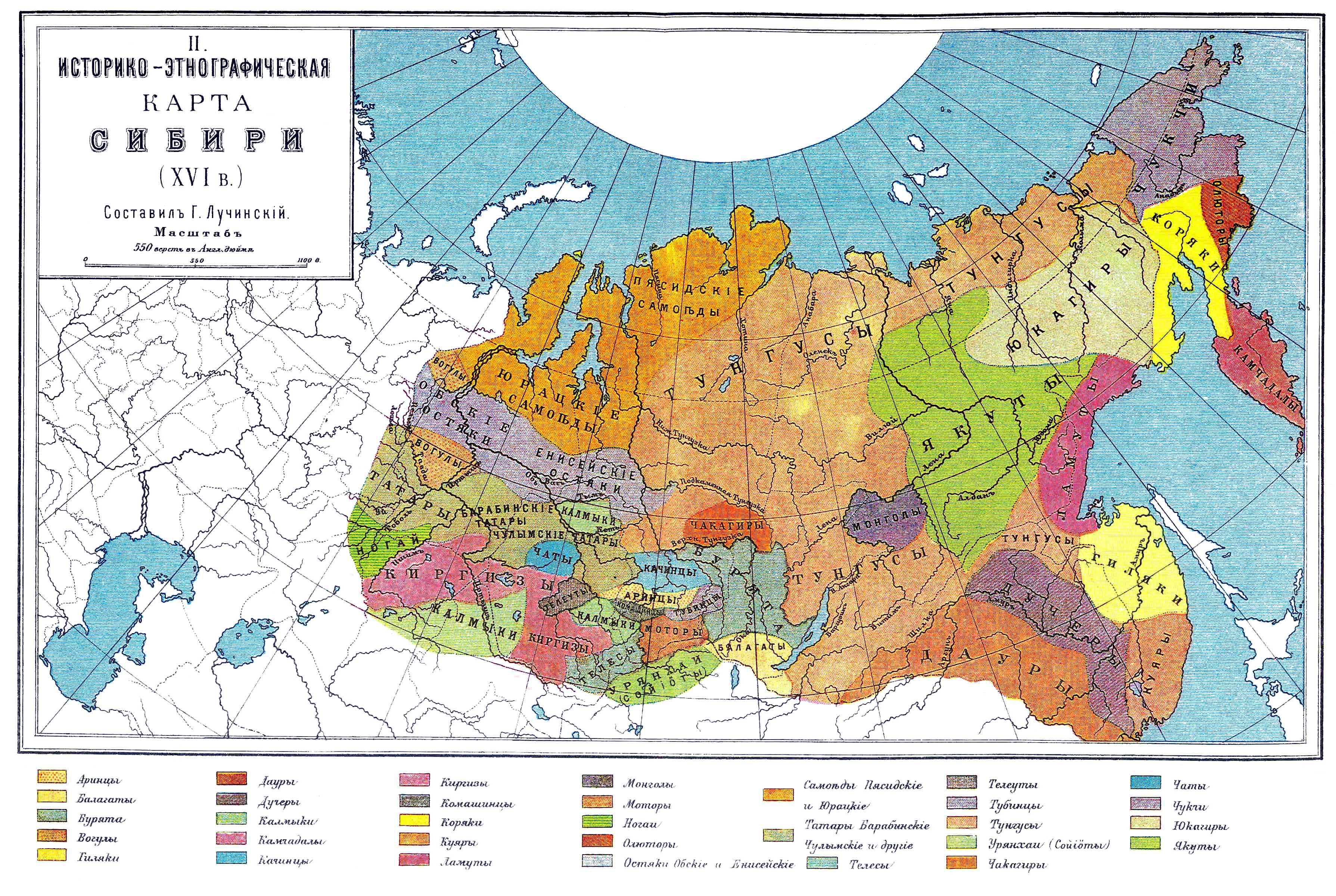
Историко-этнографическая карта Сибири (XVI в.). Изображение взято из Энциклопедического словаря Брокгауза и Ефрона

По мнению А. П. Дульзона (томский лингвист, первым приступивший в 1946 году к систематическому изучению чулымского языка и побывавший во всех населённых пунктах, в которых тогда проживали чулымцы), тюрки заселили верховья Чулыма в XII—XIII веках; начиная с XIII века они продвигаются вниз по реке Кия (левый приток Чулыма), а в XV веке они расселяются и в нижнем течении Чулыма. В процессе ассимиляции пришлыми тюркоязычными группами местного дотюркского населения — селькупов и кетов — складывается чулымский этнос, основу хозяйственной деятельности которого составляли охота и рыболовство; позднее в результате контактов с сибирскими татарами определённое распространение получают земледелие (ячмень, овёс, рожь) и скотоводство (коровы, кони). Чулымцы также занимались сбором дикорастущих съедобных растений, грибов, ягод, кедровых орехов. Они выкапывали съедобные корни растений, корневища и луковицы с помощью особой деревянной лопаточки с железным наконечником.
В записанных А.П. Дульзоном песнях и легендах чулымцев сохранились сведения о набегах енисейских кыргызов, вторгавшихся в Причулымье со стороны Кии. Нападали на них и остяки. Во время набегов иноплеменников чулымцы прятали своё имущество и укрывались в тайге.
После вхождения этнической территории чулымцев в состав Русского государства (XVI—XVII века) часть из них была ассимилирована русскими, сибирскими татарами и хакасами. В XVII веке численность чулымцев сократилась с 1040 до 830 чел., но в 1816 году она составила 3900 чел., а в конце XIX века — 4825 чел.
Согласно информации в ЭСБЕ, чулымцы проживали в Томском уезде и Мариинском уезде по реке Чулым; состоят из 13 родов, в числе 5055 чел., разделенных на 14 волостей. Земледелием и скотоводством занимаются немногие; главные занятия их рыболовство, звероловство и сбор кедровых орехов.
В советское время чулымцев причисляли к хакасам, однако по данным 1986 года больше половины опрошенных чулымцев считали себя отдельным народом и только 10 % из них полагали, что они составляют с хакасами один народ.

## Хозяйство и быт
Свои поселения чулымцы создавали на берегах рек и озёр, что было обусловлено важной ролью рыболовства в их жизни. Рыбу они ловили неводами, сетями, острогами, ловушками. Зимой чулымцы переселялись на охотничьи стойбища. К началу XX века ведущим направлением охоты был пушной промысел. Собирательство играло подсобную роль. После появления русских в Причулымье чулымцы освоили плужное земледелие; в советское время часть чулымцев работала в лесной промышленности.
Чулымцы хорошо умели обрабатывать дерево, из которого они вырезали чашки, миски, ложки, долбили лодки и ступы, изготавливали нарты, лыжи, луки и самострелы. В их быту широко употреблялась разнообразная посуда из бересты; из неё делали также ларцы, колчаны для стрел, футляры для ножей.
Традиционное жилище чулымцев представляло собой землянки (одыг), срубные полуземлянки (кыштаг), срубные юрты, имевшие прямоугольную или многоугольную форму с конусообразной крышей; в качестве временного жилища использовался чум. С XVIII века чулымцы осваивают русскую избу, ставшую у них основным типом жилища. Рядом с избой ставились хозяйственные постройки: амбары (клат), хлевы (оран), сараи, бани.
Национальная одежда чулымцев состояла из рубахи и штанов. У мужчин рубахи были шерстяные и дабовые (из китайской хлопчатобумажной ткани); они носили также кафтаны со стоячим воротником и халаты, сшитые из русских и среднеазиатских хлопчатобумажных тканей или китайской дабы. У женщин рубахи шили из холста, а на праздник они одевали ситцевые или шёлковые платья туникообразного покроя. Штаны первоначально изготавливали из налимьих шкурок, позднее мужские штаны были из сукна, женские — из холста. Как мужчины, так и женщины носили камзолы, отороченные мехом. В зимнее время верхней одеждой у женщин служили беличьи или лисьи шубы (тон) с шёлковым покрытием, у мужчин — тулупы, шубы или дохи из козьих, оленьих или лосиных шкур. На головы мужчины и женщины надевали зимой опушённые мехом, а летом у женщин в употреблении были белые или алые колпаки, покрывала (тастар) и полусферические шапки из красного бархата с длинными красными шёлковыми кистями. Ноги чулымцы обували в мягкие унты из козлиной кожи, кожаные сапоги; летом они нередко ходили босиком. В XVIII—XIX веках традиционная одежда у чулымцев вытесняется русской.

## Социальная структура и верования
Первоначально чулымцы жили родовыми общинами (суок), которых в XVII—XVIII веках сменили территориально-соседские общины (йон). В XIX веке происходит переход от патриархальной семьи семьи к малой моногамной. Женщины и мужчины у чулымцев традиционно были равноправны. В настоящее время семья у чулымцев состоит из двух-трёх поколений, насчитывая в большинстве случаев от 4 до 6 человек.
В прошлом у чулымцев были распространены шаманизм, тотемизм и поклонение изображениям духов, которые считались хозяевами природы, а также родовыми, семейными и личными покровителями. В XVII—XVIII веках чулымцы были обращены в православие, хотя до первой трети XX века сохранялись пережитки дохристианских верований.